# LolliLove
Pour plus de détails, voir Fiche technique et Distribution.
LolliLove est un film américain réalisé par Jenna Fischer, sorti en 2004.

## Synopsis
Jeunes riches, Jenna et James forment un couple qui pense avoir trouvé une idée pour répondre au problème des sans-abri, Lollilove. Le concept est des sucettes seront distribuées à tous les sans-domicile fixe. Les friandises seront couvertes d’un emballage illustré par les soins de James.

## Fiche technique
- Titre : LolliLove
- Réalisation : Jenna Fischer
- Scénario : Jenna Fischer, Peter Alton et James Gunn, d'après une histoire de Jenna Fischer
- Producteur : Stephen Blackehart
  - Coproducteur : Troy DeVolld
  - Producteur associé : Dan Golding
  - Producteur délégué : James Gunn
- Musique : Peter Alton et Willie Wisely
- Image : Peter Alton
- Montage : Peter Alton
- Directeur de production : Troy DeVolld
- Premier assistant réalisateur : Andrew J. Stratmann
- Second assistant réalisateur : Ryan Bergmann
- Son : Peter Alton (enregistreur du son), Noah Blough (designer son), Richard Burton (mixer du son), John Rodman Harris (perchman)
- Département art : Peter Alton (artiste graphique), Jenna Fischer (illustratrice), Lee Gren (artiste storyboard)
- Coordinateur casting : Bobby Garcia
- Producteur exécutif : James Gunn
- Producteur associé : Dan Golding
- Budget : 2 000 $
- Sociétés de production : LolliLove Productions et Lion Will
- Distribution : Troma Entertainment
- Pays de production :  États-Unis
- Genre : Comédie
- Durée : 64 minutes
- Date de sortie en salles : 
  - États-Unis : 21 novembre 2004 (St. Louis International Film Festival), 27 janvier 2005 (Tromadance Film Festival), 1er avril 2005 (Sonoma Film Festival)
- Sortie en DVD : 
  - États-Unis : 7 mars 2006 (sorti en DVD)

## Distribution
- James Gunn : James
- Jenna Fischer : Jenna
- Peter Alton : Narrateur
- Sarah Sido : Sarah
- Linda Cardellini : Linda
- Jason Segel : Jason
- Joan Blair : Kathy Rohl
- Larry Fitzgibbon : Larry
- Michelle Gunn : Michelle (créditée Michelle Martin)
- Lloyd Kaufman : Father Lloyd
- Jennifer Eolin : Jennifer
- Judy Greer : Judy
- Christo Garcia : Mike Tanaki

## Autour du film
- James Gunn, alors époux de Jenna Fischer, également producteur et acteur du film, participa, non crédité au générique, à l'écriture du scénario.